# Mitsubishi Galant FTO
Mitsubishi Galant FTO – sportowy samochód osobowy produkowany przez japońską firmę Mitsubishi w latach 1971–1974. Dostępny jako 2-drzwiowe coupé. Do napędu używano silników R4 o pojemnościach 1,4 oraz 1,6 litra. Moc przenoszona była na oś tylną poprzez 4-biegową manualną skrzynię biegów.

## Dane techniczne (R4 1.4)

### Silnik
- R4 1,4 l (1378 cm³), 2 zawory na cylinder, OHV
- Układ zasilania: gaźnik
- Średnica cylindra × skok tłoka: 76,50 mm × 75,00 mm
- Stopień sprężania: 9,0:1
- Moc maksymalna: 87 KM (64 kW) przy 6000 obr./min
- Maksymalny moment obrotowy: 115 N•m przy 4000 obr./min

### Osiągi
- Przyspieszenie 0-100 km/h: b/d
- Prędkość maksymalna: 160 km/h